# Poliocephala microabdomina
Poliocephala microabdomina är en tvåvingeart som beskrevs av Bock 1989. Poliocephala microabdomina ingår i släktet Poliocephala och familjen daggflugor. Inga underarter finns listade i Catalogue of Life.